# Vicente Quirino
Vicente Quirino (Bacolor, december 1835 - 1914) was een Filipijns pedagoog. 

## Biografie
Vicente Quirino werd geboren op 3 mei 1859 in Bacolor in de Filipijnse provincie Pampanga. Hij was een zoon van een Spaanse vader en een Filipijnse moeder. Quirino volgde onderwijs aan het Colegio de San Juan de Letran in Manilla en studeerde aansluitend aan de University of Santo Tomas, waar hij in 1871 een diploma Profesor de Segunda Enseñanza (docent) behaalde.
Quirino richtte een school op in Bacolor en verplaatste deze enige tijd later naar San Fernando (Pampanga). Aan de school volgden diverse bekende Filipijnse mensen hun onderwijs, zoals Juan Crisotomo Soto, Jose Alejandrino, Jose de Leon, Marcelino Aguas, Aurelio Pineda en Roman Valdes Angeles. Gedurende de tweede fase van de Filipijnse Revolutie zag hij zich gedwongen zijn school te sluiten. Maar na de terugkeer van de vrede opende Quirino een nieuwe school in Binondo, in de Filipijnse hoofdstad Manilla.
Quirino overleed in 1911 op 75-jarige leeftijd aan de gevolgen van een longontsteking die hij opliep na een breuk als gevolg van een val van zijn paard. Hij was getrouwd met Trinidad Arcinas. Ze kregen samen een zoon.